# بالدنبرو د لس بایس
بالدنبرو د لس بایس (به اسپانیایی: Valdenebro de los Valles) یک شهرستان در اسپانیا است که در استان وایادولید واقع شده‌است.